# Poštorná

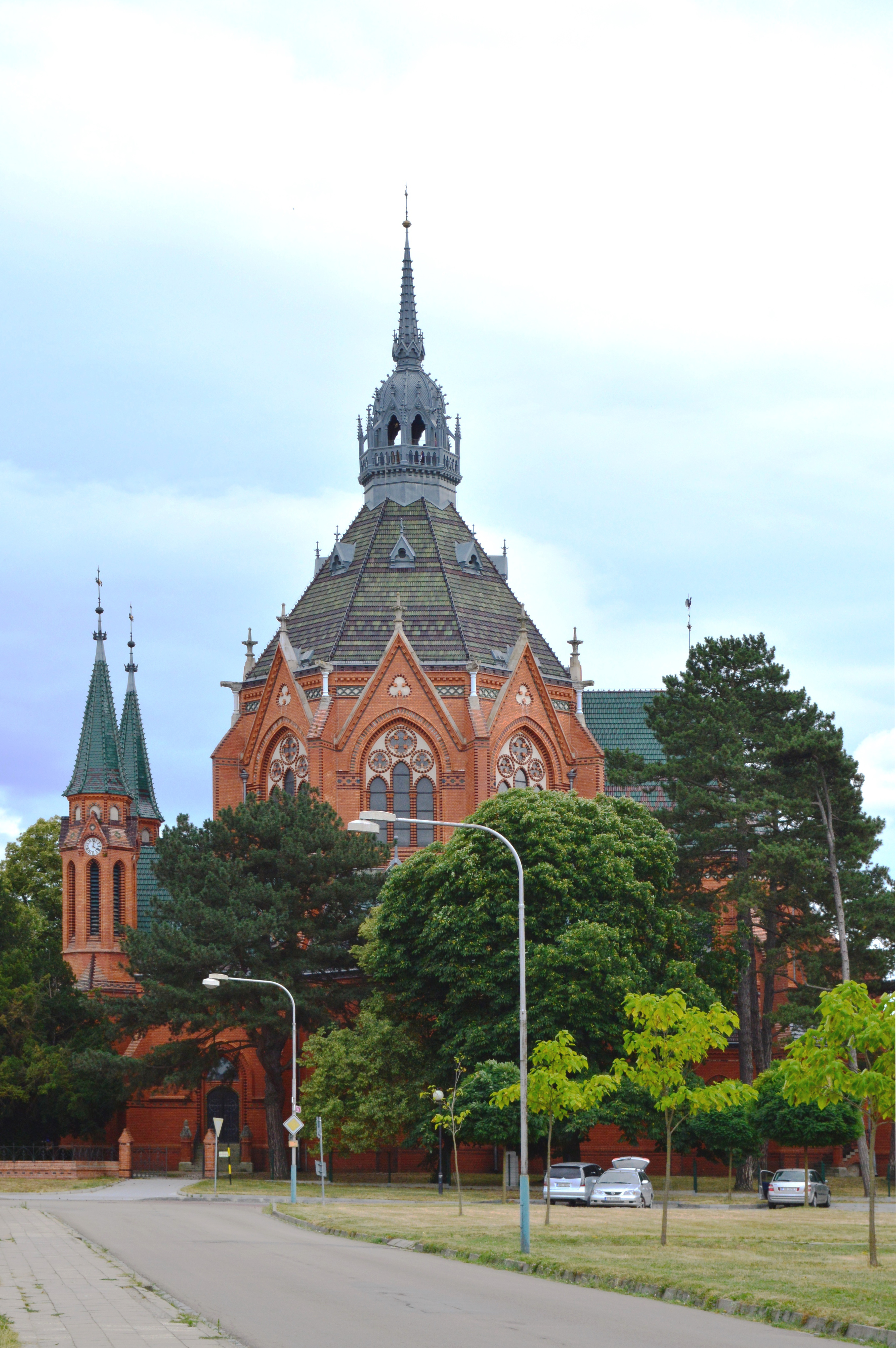
Kirche Mariä Heimsuchung

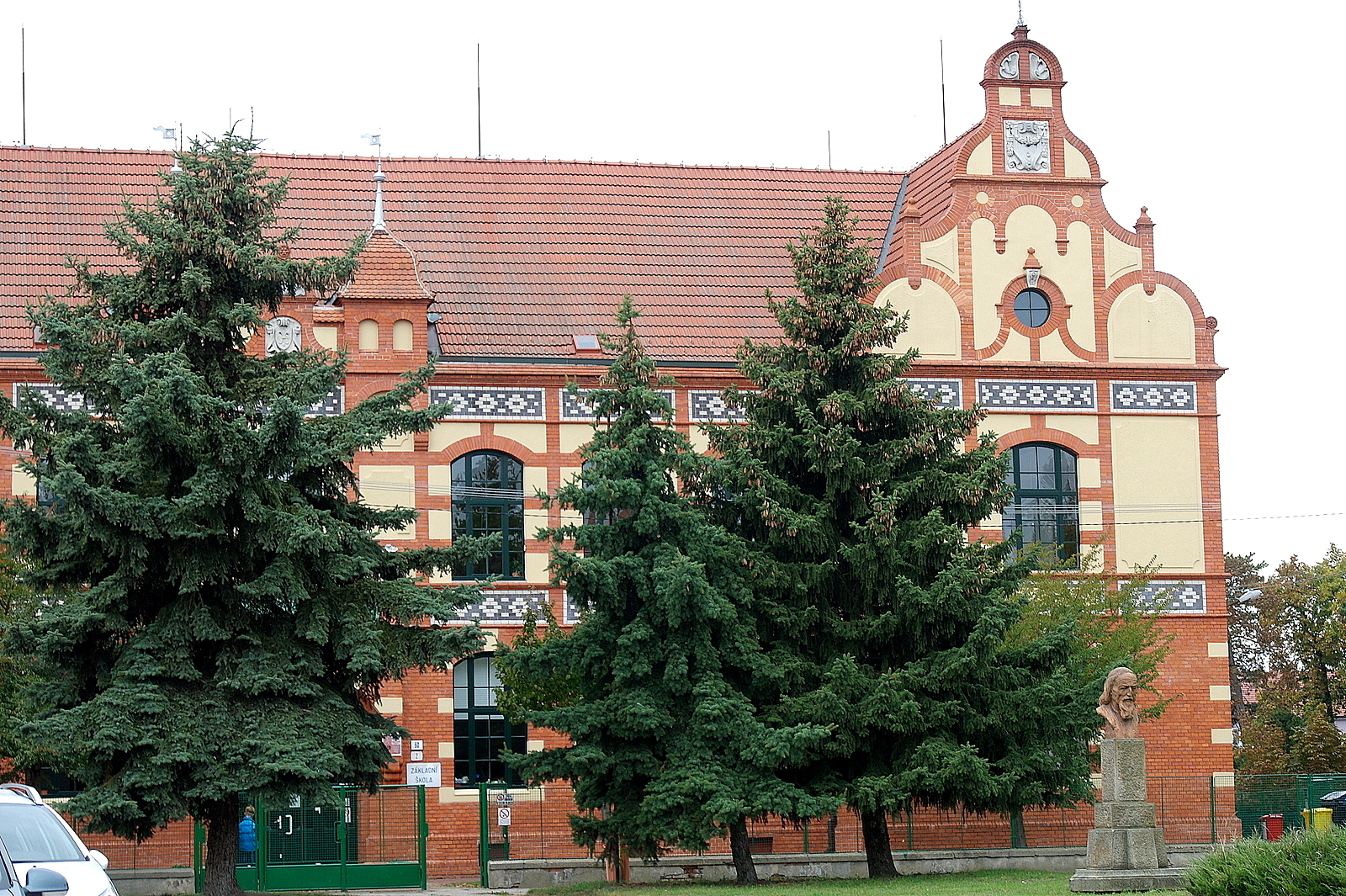
Schule und Comeniusbüste

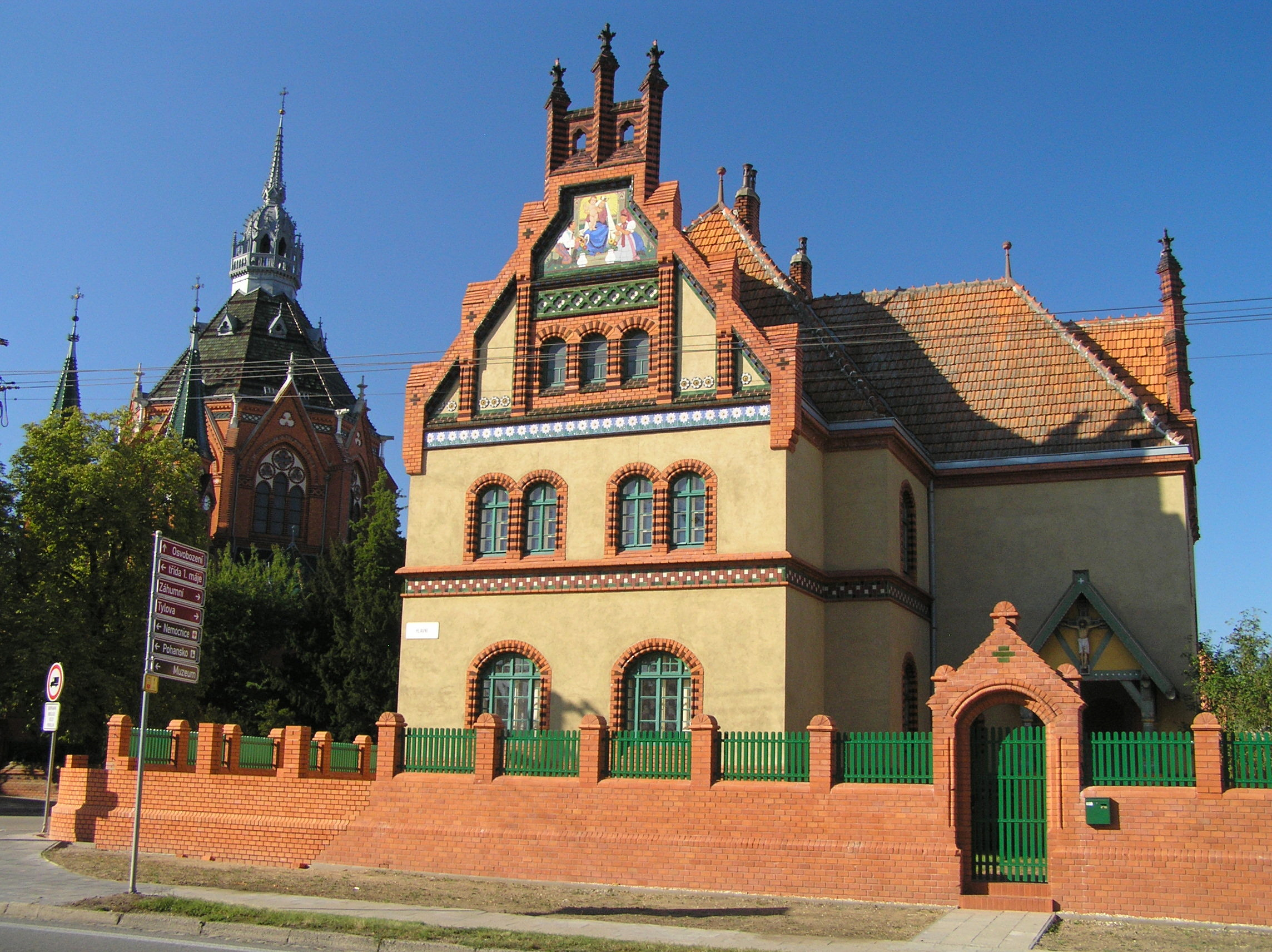
Pfarrhaus

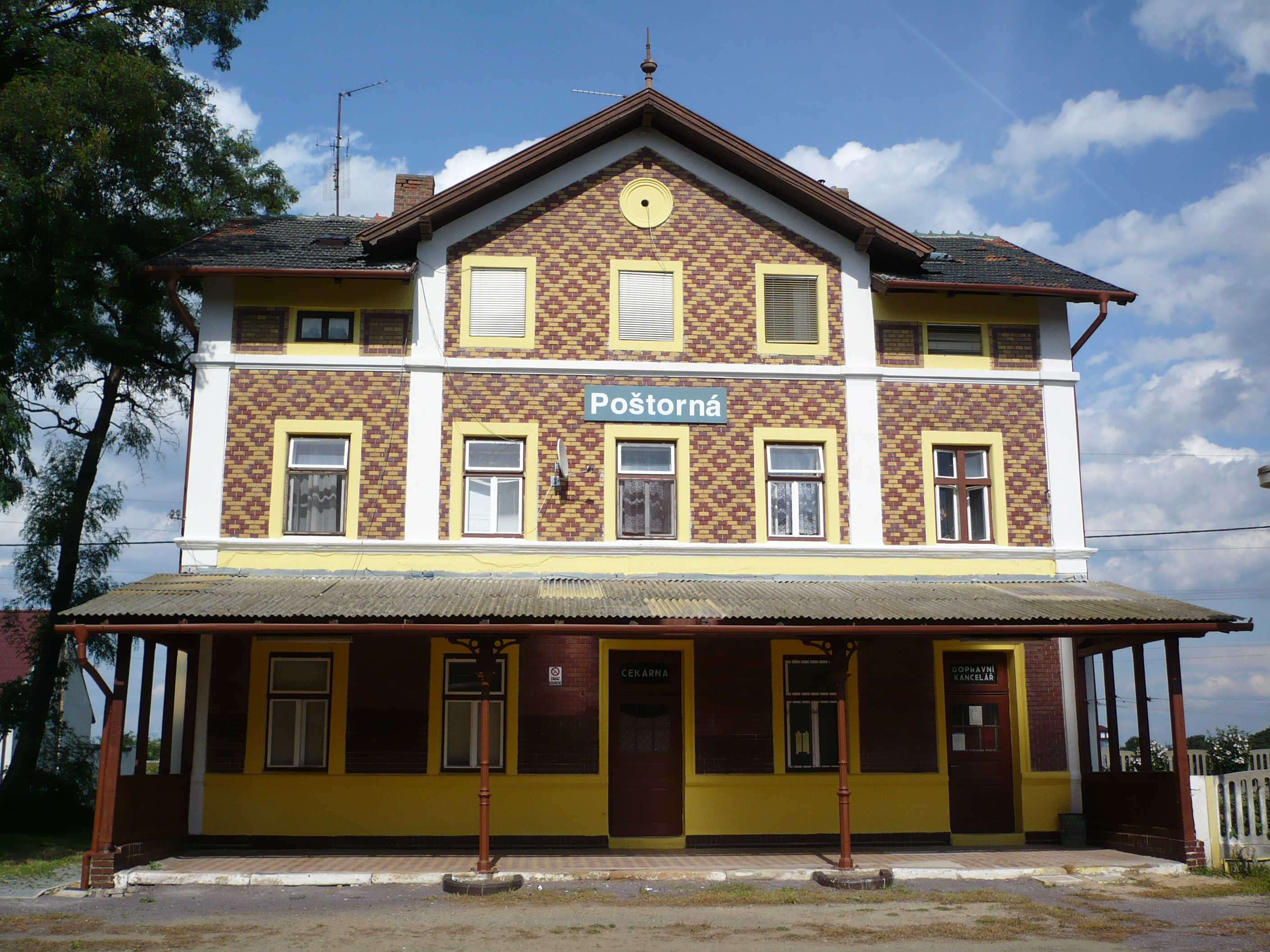
Bahnhofsgebäude Poštorná

Poštorná (deutsch Unterthemenau) ist ein Ortsteil der Stadt Břeclav (Lundenburg) in Tschechien. Er liegt anderthalb Kilometer südwestlich des Stadtzentrums von Břeclav und gehört zum Okres Břeclav.

## Geographie
Poštorná befindet sich rechtsseitig des Thayaentlastungsarmes (odlehčovací rameno Dyje) – an der Einmündung des Baches Včelínek (Niklasgraben) – im Dolnomoravský úval (Südliches Marchbecken). Gegen Westen und Süden erstreckt sich der Boří les (Theimwald). Die nördlich des Ortes gelegenen Thayaauen sind als Naturpark Niva Dyje geschützt. Durch Poštorná führt die Staatsstraße I/55 zwischen Břeclav und Reintal, von der im Ortszentrum die I/40 nach Valtice (Feldsberg) abzweigt. Am westlichen Ortsrand verläuft die Bahnstrecke Boří les–Lednice, südöstlich die Bahnstrecke Wien–Břeclav und im Süden die Bahnstrecke Břeclav–Hrušovany nad Jevišovkou. Auf dem Katastralgebiet liegen die Bahnhöfe Poštorná und Boří Les.
Nachbarorte sind Ladná (Rampersdorf) im Norden, Břeclav im Nordosten, Pohansko und Lanžhot (Landshut) im Südosten, Bernhardsthal im Süden, Reintal, Katzelsdorf, Boří dvůr (Theimhof) und Schrattenberg im Südwesten, Valtice im Westen sowie Hlohovec (Bischofswarth), Nový dvůr (Neuhof) und Charvátská Nová Ves (Oberthemenau) im Nordwesten.

## Geschichte
Das am Fuße des Theimwaldes gelegene Dorf Teymenaw wurde 1359 erstmals erwähnt und erlosch zu Beginn des 15. Jahrhunderts. Im Liechtensteinschen Urbar von 1414 wurde Teymenov als ein ödes Dorf bezeichnet.
Um 1533 holte der Besitzer der Herrschaft Feldsberg, Hartmann von Liechtenstein kroatische Siedler aus Slawonien und der Vojvodina ins Land; in dieser Zeit entstanden Poštorná, Charvátská Nová Ves, Hlohovec und weitere kroatische Dörfer. Die erste urkundliche Erwähnung des neuen Dorfes erfolgte am 25. November 1539 in Hartmanns Testament unter dem Namen Unndern Krabatn (Dolní Charváty). Im Jahre 1543 bestand Unndern Krabatn aus 18 Anwesen. Kurz nach der Gründung wurde in dem Dorf eine Filialkirche der Feldsberger Pfarrei errichtet. Da der eingesetzte deutschsprachige Pfarrer nicht der Sprache der Einheimischen mächtig war, ließen die Herren von Liechtenstein aus der Heimat der Siedler einen anderen katholischen Geistlichen holen. Das Kirchdorf Unndern Krabatn wuchs bald zum größten und bevölkerungsreichsten der Kroatendörfer an.
Im Feldsberger Urbar von 1570 ist der Ort als Unter-Crobotentorff aufgeführt; Alloh (Alach), Göltsching (Kelčinky) und Königsbrunn (Könnig) sind zu dieser Zeit bereits wieder aufgegeben gewesen. Später wurde der Ort als Unndern Teymenau und Unter-Themenau bezeichnet. Im Jahre 1635 stiftete die Diözese Passau in Unter-Themenau eine Pfarrei. Bischofswarth wurde 1783 nach Feldsberg umgepfarrt. Kaiser Joseph II. zwang die Diözese Passau mit einem Vertrag vom 4. August 1784 zum Verzicht auf ihre Pfarren in Niederösterreich; als Teil des Distrikts Unter dem Manhartsberg kam die Pfarrei Unter-Themenau zur Erzdiözese Wien. In dieser Zeit wurde das bei der Kirche befindliche Bräuhaus zur Schule umgebaut. 1830 hinterließ ein Hochwasser der Thaya schwere Schäden, mehrere Häuser stürzten dabei ein. Im November 1831 starben in Unter-Themenau 50 Einwohner an der Cholera. Das Dorf verblieb über 300 Jahre im Besitz des Hauses Liechtenstein. Im Laufe der Zeit assimilierte sich die kroatische Bevölkerung mit den Bewohnern der angrenzenden Mährischen Slowakei, gesprochen wurde eine Mischung aus Tschechisch, Slowakisch, Deutsch und Kroatisch; erhalten blieben einige kroatische Familiennamen.
Im Jahre 1833 bestand das im Viertel unter dem Manhartsberg an der Grenze zu Mähren gelegene und nur durch die Thayaauen vom mährischen Marktflecken Lundenburg getrennte Gassendorf Unter-Themenau aus 127 Häusern, in denen 871 Personen lebten. Die Einwohnerschaft bestand überwiegend aus gut bestifteten Bauern, die auf den sandigen Böden vor allem Korn und Hafer anbauten sowie Getreidehandel betrieben. Viehzucht erfolgte nur in geringem Umfang, da das Vieh vom Sommeranfang an nur von der Waldweide im Auwald ernährt werden konnte und die dortigen fruchtbaren Wiesen den Überschwemmungen der Thaya sehr ausgesetzt waren. Der Theimwald diente als fürstlicher Tiergarten und war ummauert. Die ärmeren Bewohner lebten von der Fischerei. Unter herrschaftlichem Patronat standen die dem Dekanat Staatz unterstehende Pfarrei, die Pfarrkirche Mariä Heimsuchung und die Schule. Acht hölzerne Brücken führten über die Thaya nach Lundenburg. Der Leichenhof lag außerhalb des Dorfes. Unter-Themenau war Pfarr- und Schulort für Ober-Themenau, drei fürstliche Unterjägerhäuser und eine einschichtige Wagenschmierbrennerei. Bis zur Mitte des 19. Jahrhunderts blieb Unter-Themenau der Fideikommissherrschaft Feldsberg untertänig.
Nach der Aufhebung der Patrimonialherrschaften bildete Unter-Themenau ab 1849 eine Gemeinde im Gerichtsbezirk Feldsberg. Von 1853 bis 1867 gehörte das Dorf zum Amtsbezirk Feldsberg und ab 1868 zum Bezirk Mistelbach. In den 1860er Jahren nahm die Industrialisierung von Unter-Themenau ihren Anfang. Isaak Rosenbaum und Johann Bittner errichteten 1861 eine Mälzerei. Zwischen 1866 und 1867 ließ die fürstlich Liechtensteinische Hofkanzlei auf Unter-Themenauer Fluren Versuchsbohrungen auf Braunkohle durchführen; dabei wurde westlich des Dorfes am Rande des Theimwaldes eine ausgedehnte Tonlagerstätte aufgefunden. Fürst Johann II. gründete daraufhin 1867 die Thonwarenfabrik Johann Fürst von Liechtenstein. 1869 hatte die Gemeinde 1175 Einwohner und bestand aus 194 Häusern. In den Jahren 1871–1872 wurde die Lundenburg-Nikolsburg-Grußbacher Eisenbahn durch den Theimwald angelegt; als Bahntrasse wurde die Landshuter Allee – eine der barocken Hauptalleen, die von Feldsberg gradlinig nach Osten über die Thaya nach Landshut in Mähren führte – genutzt. Infolgedessen erfolgte 1872/73 der Abbruch der Mauer um den Theimwald.  Im Jahre 1880 war die Einwohnerzahl auf 1711 angewachsen, zehn Jahre später waren es bereits 2639. Bei den Volkszählungen in dieser Zeit sind die meisten der Einwohner als slowakisch angegeben. Im Jahre 1884 errichtete das böhmische Unternehmen A. Schram südlich von Unter-Themenau eine Schwefelsäure- und Kunstdüngerfabrik, bei der später der Bahnhof Theimwald (heute Boří Les) angelegt wurde. Um die Jahrhundertwende brannte die Mälzerei ab, wurde aber wiederaufgebaut. Zu dieser Zeit ließ Fürst Johann II. das Ortszentrum durch den fürstlichen Hausarchitekten Carl Weinbrenner neu gestalten: zwischen 1895 und 1898 wurde die Kirche Mariä Heimsuchung durch einen Neubau ersetzt und der Friedhof an den westlichen Ortsrand verlegt. Mit dem Park um die Kirche wurde ein neuer zentraler Platz geschaffen, an dem Weinbrenner auch ein neues Pfarrhaus und 1906 die Rote Schule – sämtlich verziert mit den berühmten farbig lasierten Themenauer Ziegeln – errichtete. An der 1901 erbauten Lokalbahn Lundenburg–Eisgrub entstand am westlichen Ortsrand – vor der Tonwarenfabrik – ein Bahnhofsgebäude, das ebenfalls ein Werk Weinbrenners ist. Vom Kirchplatz zum Bahnhof wurde die Bahnhofstraße angelegt. Im Jahre 1900 lebten in Unterthemenau 3426 Personen; 1910 waren es 3679. Am 4. November 1906 nahm die nach ihrer Fassadengestaltung als Rote Schule bezeichnete Knabenschule den Unterricht auf. Die Unterrichtssprache war deutsch, obwohl von den 700 eingeschulten Kindern nur 35 der deutschen Volksgruppe angehörten; zuvor wurden die Kinder der deutschen Minderheit im mährischen Lundenburg unterrichtet.
Nach dem Zerfall der k.u.k. Monarchie beanspruchte 1918 die neu gegründete Tschechoslowakei die niederösterreichischen Gebiete an der Lundenburg-Grußbacher Eisenbahn für sich. In Folge des Vertrags von Saint-Germain wurde Unterthemenau am 16. Juli 1920 zusammen mit Feldsberg, Oberthemenau, Bischofswarth und dem Theimwald in die Tschechoslowakei eingegliedert. Durch die Zuordnung der von den Katastralgemeinden Bernhardsthal und Reintal an die Tschechoslowakei abgetretenen Fluren vergrößerte sich der Katastralbezirk Poštorná von 1572 ha auf 2216 ha. Die Gemeinde Poštorná wurde dem Gerichtsbezirk Břeclav/Lundenburg und dem Bezirk Hodonín/Göding zugeordnet. In dieser Zeit entstand auch die neue Ortslage Malá Poštorná. Beim Zensus von 1921 lebten in den 586 Häusern des Dorfes 3860 Personen, darunter 3503 Tschechen und Slowaken, 285 Deutsche und sechs Juden. Poštorná / Unterthemenau wurde am 5. Februar 1924 zur Minderstadt (městys) erhoben. Mitte der 1930er Jahre entstanden im und um den Ort leichte Bunkerlinien des Tschechoslowakischen Walls. Im Jahre 1930 bestand Poštorná / Unterthemenau aus 723 Häusern und hatte 3853 Einwohner; 1939 waren es 3230.  Am 2. September 1937 wurde die Pfarrei Poštorná aus der Erzdiözese Wien ausgegliedert und der Diözese Brünn zugeordnet.
Nach dem Münchner Abkommen wurde die Marktgemeinde 1938 dem Großdeutschen Reich zugeschlagen und gehörte bis 1945 zum Kreis Nikolsburg. Im Jahre 1939 wurde Unterthemenau mit Oberthemenau zu einer Gemeinde Markt Themenau zusammengeschlossen. Im Theimwald – südwestlich des gleichnamigen Bahnhofs – wurde während des Zweiten Weltkriegs die Heeresmunitionsanstalt Lundenburg-Unterthemenau errichtet; das Areal der Muna hatte eine Ausdehnung von ca. 100 ha und war mit dutzenden Kilometern Gleisanschlüssen erschlossen. Bewacht wurde die Muna durch einen SS-Totenkopfverband unter dem Kommando von Sturmbannführer Adolf Weiss. Bei der Muna befand sich das aus zwei großen Baracken bestehende Arbeitslager Theimwald, dessen Fassade der Spruch Arbeit macht frei zierte. Unterteilt war es in zwei Lager: Theimwald A mit ca. 200 Gefangenen als Außenstelle des Zuchthauses Stein und das Ostarbeiterlager Theimwald B, in dem in zwei getrennten Abteilungen 260 Frauen und 60 Männer untergebracht waren. Außerdem bestand von 1944 bis Februar 1945 bei der Ziegelei ein Zwangsarbeitslager für ungarische Juden. Am 21. April 1945 nahm die Rote Armee unter Generaloberst Schumilow nach heftigen Kämpfen mit der zurückweichenden 8. Armee unter General Kreysing Unterthemenau und den Theimwald ein. Die Rote Armee besetzte die Muna und ließ sie sprengen. Nach dem Kriegsende kam Poštorná zur Tschechoslowakei zurück, es erfolgte die Wiederherstellung der alten Gemeinde- und Bezirksstrukturen. Die meisten der deutschsprachigen Bewohner wurden vertrieben. Im Zuge der Gebietsreform von 1948 wurde die Gemeinde dem neu gebildeten Okres Břeclav zugeordnet. Im Jahre 1950 hatte Poštorná 3073 Einwohner.
Am 1. Januar 1974 erfolgte die Eingemeindung nach Břeclav. In dieser Zeit entstand am nordwestlichen Ortsrand die neue Wohnsiedlung Sídliště Čs. armády. Der sozialistische Wohnungsbau wurde in den 1980er Jahren mit der Plattenbausiedlung Na Valtické fortgesetzt, die städtebaulich und funktional mit Poštorná und der Sídliště Čs. armády verbunden ist, jedoch auf dem Katastralgebiet von Charvátská Nová Ves liegt. Bis 1990 verlief südlich des Boří les der Eiserne Vorhang. Beim Zensus von 2001 lebten in den 1137 Häusern von Poštorná 5304 Personen.

## Ortsgliederung
Der Ortsteil Poštorná besteht aus den Grundsiedlungseinheiten Boří les, Díly, Poštorná, Průmyslový obvod Poštorná, Štěpnice und Tatran. Der Ortsteil bildet einen Katastralbezirk.

## Sehenswürdigkeiten
- Neogotische Kirche Mariä Heimsuchung, sie wurde zwischen 1895 und 1898 im Auftrag von Fürst Johann II. durch den Liechtensteinschen Hofarchitekten Carl Weinbrenner anstelle eines aus dem 16. Jahrhundert stammenden Vorgängerbaus errichtet. Aus Weinbrenners Feder stammen auch die Innenausstattung der Kirche und der Sakristei. Für den Bau wurden von der Fürstlich Liechtenstein’schen Thon- und Ziegelwaarenfabrik 200 verschiedene Arten glasierter und unglasierter Ziegel sowie Verblendziegel gefertigt; eine Besonderheit stellen die grün lasierten Dachziegeln dar. Die Weihe erfolgte am 3. Juli 1898.[11]
- Pfarrhaus, das zum Ende des 19. Jahrhunderts errichtete Gebäude steht auf einem hohen, durch ein Gesims abgeschlossenen Ziegelsockel. Es wurde 1909 durch Carl Weinbrenner mit Elementen des Jugendstils verziert. Das Giebelmosaik zeigt ein Paar in podluzakischer Festtracht, dass sich vor der Jungfrau Maria verbeugt.[12]
- Rote Schule, errichtet 1902–1906 im Auftrag von Fürst Johann II. nach Plänen von Carl Weinbrenner. Das zweigeschossige Gebäude mit Dreizackigem Grundriss ist an seiner nach Nordosten zeigenden Hauptfassade zwischen den beiden Türmchen mit einer Attika mit dem Wappen von Poštorná und Muscheln verziert. Die Fassade ist mit farbigen Klinkern der Fürstlich Liechtenstein’schen Thon- und Ziegelwaarenfabrik gestaltet. Heute wird das Gebäude als Grundschule genutzt.[13]
- Comenius-Büste, vor der Roten Schule
- Statue des hl. Florian, im Park an der Kirche
- Statue des hl. Johannes von Nepomuk, im Park an der Kirche
- Bahnhofsgebäude Poštorná, errichtet 1901 nach Plänen von Carl Weinbrenner. Die Fassade ist mit farbigen Ziegeln der Liechtensteinschen Tonwarenfabrik gestaltet.[14]
- Boří les (Theimwald)

## Bedeutende Unternehmen
- PKZ Keramika Poštorná a.s.: gegründet 1867 durch Fürst Johann II. als Thonwarenfabrik Johann Fürst von Liechtenstein.  Unter dem fürstlichen Baudirektor Carl Weinbrenner erlangte die Fürstlich Liechtenstein’schen Thon- und Ziegelwaarenfabrik zum Ende ihre Blüte. Er errichtete zahlreiche Bauten unter Verwendung von farbigen Klinkern und Dachziegeln. Eines der Prestigeobjekte sind die Dachziegel für den Stephansdom.
- Fosfa a.s., gegründet 1884 von August Schram als Schwefelsäure- und Kunstdüngerfabrik

## Söhne und Töchter des Ortes
- Ottokar Tomaschek (1881–1952), Lehrer und Heimatforscher, Gründer des Heimatmuseums Joslowitz
- Albin Kurtenacker (1886–1962), deutscher Chemiker
- Gottfried Heinzel (1903–1968), österreichischer Kirchenrechtler und Moraltheologe
- Vladimír Prorok (1929–2014), tschechoslowakischer Gerätturner und -trainer